# Inzest (1970)
Inzest ist ein amerikanisch-britischer Spielfilm aus dem Jahr 1970 mit Romy Schneider in der Hauptrolle. Er entstand nach dem Roman Reputation For a Song von Edward Grierson.

## Handlung
Francesca Anderson lebt in unglücklicher Ehe mit ihrem Mann Robert. Umso mehr Aufmerksamkeit widmet sie ihrem Sohn James, der sie an ihren verstorbenen Liebhaber Macer erinnert, der, wie nur Francesca weiß, James’ wahrer Vater ist. Entsprechend argwöhnisch reagiert Francesca auf James’ Freundin Julie. Bei einer Streitigkeit zwischen seinen Eltern greift James ein und tötet dabei Robert. Vor Gericht macht Francesca eine entscheidende Aussage, die zu James’ Freispruch führt. Zu ihrem Leidwesen entflieht James jedoch der Fürsorge seiner Mutter und entscheidet sich für Julie.

## Kritiken
„Im Luxusmilieu spielender Psycho-Thriller, der bei gepflegt-vordergründiger Inszenierung unter seiner klischeehaften Anlage leidet und zu simplifizierender Charakterzeichnung neigt.“

„Romy Schneider gebührt die Siegespalme für die subtile, nuancierte Darstellung einer Person, die man ihr noch vor einigen Jahren nicht im entferntesten zugetraut hätte.“

„Uninteressant und rührselig. Unnötig.“